# Giovanni Gerolamo Arconati Lamberti
Giovanni Gerolamo Arconati Lamberti (Milano, ... – Nyon, 11 gennaio 1733) è stato un avventuriero italiano scrittore di libelli, accusato di omicidi, apostata della religione cattolica, spia doppiogiochista e ricattatore. Vissuto tra la fine del XVII secolo e gli inizi del XVIII, rappresenta uno dei tanti avventurieri che caratterizzarono questo secolo .

## Biografia
Probabile figlio illegittimo di un membro della famiglia Arconati  e di una Lamberti nulla si sa della sua infanzia salvo, come lui stesso scrive, di esser «nato nella parrocchia San Bartolomeo di Porta Nuova» a Milano. Nell'autobiografia anonima La Vita del Conte Bartolomeo Arese Presidente del Senato di Milano (1682), stampata con la falsa indicazione dell'editore e del luogo di pubblicazione, attribuita al libertino poligrafo Gregorio Leti  che smascherò l'Arconati come il vero autore , si racconta che questi avesse compiuto gli studi al collegio di Brera e che successivamente avesse soggiornato a Venezia e poi a Roma dove aveva partecipato attivamente a una congiura per uccidere il patriarca di Alessandria  monsignor Iacopo Altoviti (1672). Accusato di questo tentato omicidio e di essere il probabile autore di altri due assassinii, l'Arconati fuggì a Ginevra nel 1673 riuscendo a far parte dell'organo politico del Consiglio dei Venticinque. Invitato a lasciare la città, l'Arconati, per superare l'ostilità del Consiglio cittadino e rimanere a Ginevra, decise di abiurare la religione cattolica aderendo al calvinismo e, per ulteriormente rafforzarsi, sposò Jeanne Jercellat, appartenente a un'agiata famiglia ginevrina, entrando così a far parte della borghesia cittadina.
Tuttavia, ripetendosi le intimazioni a lasciare Ginevra, l'Arconati, dopo esser stato arrestato per breve tempo, decise nel 1677 di trasferirsi a Basilea dove organizzò intrighi ai danni della Francia con la complicità del conte Sansone di Broglio, mandato dall'imperatore in missione segreta in Svizzera. Divenuto agente segreto della Spagna favorì la fuga degli ugonotti francesi che cercavano rifugi dopo la revoca dell'editto di Nantes ma nello stesso tempo vendé all'ambasciatore francese tutte le informazioni di cui entrava in possesso.
Nel 1678 l'Arconti, che era tornato a Ginevra, venne condannato dal tribunale dell'Inquisizione di Chambéry per aver dato alle stampe un libello scandaloso ai danni del cardinale Portocarrero (Gli amori del cardinale Portocarrero colla Principessa di Scialè). Arrestato nello stato sabaudo nel giugno 1679, l'Arconati evase nel settembre dello stesso anno riuscendo a raggiungere Ginevra, dove rimase al sicuro fino al 1684. 
In questo periodo l'Arconati, falsificando il nome dello stampatore e la località della pubblicazione, compose delle opere anonime ritenute scritte da Gregorio Leti ma successivamente identificate come dell'Arconati:
- Governo del Duca d'Ossuna (1678);
- Divortio Celeste (1679) consistente in due parti aggiunte alla ristampa del Divortio celeste cagionato dalle dissolutezze della sposa romana (1671) opera di Ferrante Pallavicino alla quale Arconati aggiunse un quarto libro:
- Il testamento di Ferrante Pallavicino detto il Flagello de' Barberini;
- L'Inquisitione processata (1681);
- Vita di Bartolomeo Arese (1682), presidente del Senato di Milano.

Secondo dati biografici non ancora certi nel 1685 Arconati, godendo di una fama di dignità e nobiltà senza alcuna macchia per i suoi turbolenti trascorsi, divenne ad Amsterdam il segretario di Lord Bentinck di Portland continuando ad interessarsi di politica e producendo alcuni scritti di modesto interesse. 
Nel 1718 abbandonò ogni attività politica-diplomatica e si ritirò a Noyon dove compose la sua ultima opera in 12 volumi Mémoires pour servir à l'Histoire du XVIIIe siècle contenant les negociations, traitéz, resolutions, et autres documents autentiques concernant les affaires d'état.  
Nel 1723 ricevette il titolo di barone di Santo Stefano e la carica di "residente del langravio di Assia-Cassel e del re di Svezia" presso le repubbliche di Berna e di Ginevra che conservò sino alla morte, avvenuta l'11 gennaio 1733.